# Ulryk Hozjusz
Ulryk Hozjusz (także Ulryk Hose) (ok. 1455-1535) – polski szlachcic, urzędnik pochodzenia niemieckiego (urodzony w Pforzheim). Na początku XVI wieku został mianowany na wysokie stanowisko w mennicy w Krakowie; później - w nowo otwartej mennicy w Wilnie. W Wilnie otrzymał tytuł horodniczego. Był odpowiedzialny za budowę jednego z pierwszych mostów na Wili. Jest także pierwszym zapisanym w dokumentach właścicielem wsi Bezdany.
Ojciec Stanisława Hozjusza. 